# Colus ryukyuensis
Colus ryukyuensis is een slakkensoort uit de familie van de Buccinidae. De wetenschappelijke naam van de soort is voor het eerst geldig gepubliceerd in 2002 door Lan.